# James Yun
James Carson Yun (født d. 13. maj 1981), bedre kendt som Jimmy Yang, Akio eller Jimmy Wang Yang, er en amerikansk fribryder som bl.a. har kæmpet for World Championship Wrestling og World Wrestling Entertainment.